# 이용과 충족 이론
이용과 충족 이론은 사람들이 특정 요구를 충족시키기 위해 미디어를 찾는 이유와 수단을 설명하는 커뮤니케이션 이론이다. 이 이론은 미디어를 가용성이 높은 제품이며 청중은 제품의 소비자이며, 청중은 주어진 요구를 충족하고 지식, 휴식, 사회적 상호 작용/동반자 관계, 기분 전환을 하기 위해 미디어를 선택한다고 주장한다.
이 이론은 커뮤니케이션 학자들에게 "미디어 선택, 소비, 심지어 영향에 관한 수많은 아이디어와 이론을 볼 수 있는 관점"을 제공하기 때문에 오늘날까지도 발견적 가치를 가지고 있다.

## 유래와 역사
이용과 충족 이론은 동료 이론가들이 수행한 이전의 여러 의사소통 이론과 연구를 통해 개발되었다.

### 1단계: 1940년대의 기본 전제
1940년대부터 연구자들은 라디오 청취자의 이용 및 충족 이론의 관점에서 패턴을 보기 시작했다. 초기 연구는 어린이의 만화 사용, 신문 파업 중 신문 부재 등의 주제에 관심을 가졌다.특히 이 기간 동안에는 많은 심리학적 해석에 대한 관심이 나타났다. 1944년까지 연구자들은 사람들이 특정 유형의 미디어를 선택한 이유를 분류하는 작업을 통해 최초의 형태의 이용과 충족을 조사하기 시작했다. 그 중 Herta Herzog는 다양한 연속극 팬을 인터뷰하고 사람들이 연속극을 듣는 이유에 따라 세 가지 유형의 만족, 즉 감정적, 희망적 사고 및 학습을 식별할 수 있었다고 밝혔다. 이후 1948년에 Lasswell은 거시사회학적 수준에서 미디어에 대한 네 가지 기능적 해석을 도입했는데, 미디어를 사회와 개인 모두를 위한 감시, 상관 관계, 오락 및 문화적 전달 기능을 수행한다고 주장했다.
Richard West와 Lynn Turner에 따르면 UGT는 사람들이 계층 구조를 기반으로 자신의 욕구를 적극적으로 충족하려고 한다고 주장하는 Maslow의 욕구 계층 구조를 확장한 것과 같다. 욕구 계층 구조는 가장 크고 가장 근본적인 욕구가 맨 아래에 있고 자아실현에 대한 욕구가 맨 위에 있는 피라미드로 구성되며 피라미드는 위에서부터 생물학적/신체적, 보안/안전, 사회적/소속감, 자아/자기존중, 자아실현으로 쌓여져있다. 다음으로 Wilbur Schramm은 개인이 어떤 형태의 대중 매체를 선택할지 결정하는 공식인 선택 비율을 개발했다. 이 공식은 개인이 만족을 달성하기 위해 얼마나 많은 노력을 해야 하는지에 비해 매체로부터 얻을 것으로 기대하는 만족의 양을 결정하는 데 도움이 되었으며, 다른 연구가인 Elihu Katz, Jay Blumler 및 Michael Gurevitch는 UGT의 접근 방식이 "대중 매체 또는 기타 소스에 대한 기대를 생성하여 미디어 노출(또는 다른 활동에 대한 참여)의 차별적인 패턴으로 이어지는 요구의 사회적, 심리적 기원에 초점을 맞추고 있다"고 종합했다. 결과적으로 욕구 충족 및 기타 결과(아마도 대부분 의도하지 않은 결과)가 발생한다"고 밝혔다.

### 2단계: 1970년대에 제안된 5가지 가정
1969년 Jay Blumler와 Denis McQuail은 사람들이 텔레비전에서 특정 정치 프로그램을 시청하는 동기를 조사함으로써 1964년 영국 선거를 연구했다. 그들은 특정 프로그램을 시청하는 시청자의 동기를 분류함으로써 시청자의 필요에 따라 시청자를 분류함으로써 잠재적인 매스미디어 효과를 이해하고자 했다.  그들이 식별할 수 있었던 청중 동기는 1972년 연구의 토대를 마련하는 데 도움이 되었고 이것이 발전하여 이용 및 충족 이론이 되었다. McQuail, Blumler 및 Joseph Brown은 다양한 유형의 미디어 사용을 4가지 범주로 분류할 수 있다고 주장했는데 그 4가지 범주는 다음과 같다. (1) 전환: 일상이나 문제로부터의 탈출; 정서적 해방; (2) 개인적인 관계: 동료애; 사회적 효용; (3) 개인 신원: 자기 참조; 현실 탐구; 가치가 강화 (4) 감시(정보 탐색 형태).
McQuail, Blumler 및 Brown은 Elihu Katz, Michael Gurevitch 및 Hadassah Haas와 함께 미디어 탐구에 참여했으며, 그들의 공동 연구는 사람들이 대중 미디어를 어떻게 보는지 보여주기 시작했다. Katz, Blumler 및 Gurevitch의 1974년 연구에서는 미디어와 청중 간의 상관관계를 이해하기 위한 프레임워크에 대한 5가지 기본 가정을 명시했으며 이러한 가정은 다음과 같다.
1. 청중은 활동적인 것으로 고려된다.
2. 대중 커뮤니케이션 과정에서 만족과 미디어 선택을 연결하는 데 있어 많은 주도권은 청중에게 있다.
3. 미디어는 다른 만족의 원천과 경쟁한다.
4. 방법론적 관점에서 대중 매체 사용의 주된 목표는 개별 청중이 제공한 데이터에서 파생될 수 있다.
5. 대중 커뮤니케이션의 문화적 중요성에 대한 가치 판단은 중단되어야 하며, 청중 지향은 그들 자신의 방식으로 탐구되어야 한다.

그들의 연구에 따르면 미디어 사용의 목표는 다섯 가지 용도로 분류될 수 있으며 청중의 미디어 사용 목표는 다음과 같다.
1. 정보를 받거나 교육을 받음
2. 미디어 환경의 상황을 인물로 파악
3. 간단한 엔터테인먼트
4. 사회적 상호작용 강화
5. 일상생활의 스트레스에서 벗어남

### 3단계: 1980년대 이후 UGT 적용
레먼 (1983) </link> UGT를 적용하여 영화 관객의 기대와 영화 관람에서 얻은 만족도 사이의 관계를 연구했는데, 다음 해 Alan Rubin은 텔레비전 시청자를 의식화된(습관적인) 사용자와 도구적인(비습관적인) 사용자라는 두 가지 주요 유형으로 구분했다. 그 중 특히 루빈은 의식화된 사용자를 텔레비전에 대한 높은 관심을 갖고 텔레비전을 자주 사용하며 주로 기분 전환의 목적으로 사용하는 개인으로 정의했다. 이와 동시에 도구적 이용자는 텔레비전에 대한 관심도가 낮고, 자주 이용하지 않으며, 텔레비전을 이용하는 경우는 정보 획득을 목적으로 하는 것으로 정의했다. 다음으로 Mark Levy와 Sven Windahl은 청중 활동을 사전 활동, 지속 활동, 사후 활동 이라는 3가지 유형으로 식별했다. Levy와 Windahl은 " 사전 활동성 "을 지적 요구를 충족시키기 위해 특정 미디어를 찾는 것으로, " 지속성 "을 메시지 해독 및 해석에 초점을 맞추는 것으로, " 사후 활동성 "을 개인적 또는 대인 관계 이익을 위한 메시지를 찾는 것으로 주장했다.
1년 후인 1985년에 Levy와 Windahl는 미디어의 "적극적인 소비자"가 된다는 것이 무엇을 의미하는지 설명했다. 인용 원문은 아래와 같다.
As commonly understood by gratifications researchers, the term "audience activity" postulates a voluntaristic and selective orientation by audiences toward the communication process. In brief, it suggests that media use is motivated by needs and goals that are defined by audience members themselves, and that active participation in the communication process may facilitate, limit, or otherwise influence the gratifications and effects associated with exposure. Current thinking also suggests that audience activity is best conceptualized as a variable construct, with audiences exhibiting varying kinds and degrees of activity.

그 다음 1987년에 연구원 Lewis Donohew, Philip Palmgreen 및 JD Rayburn은 TV 시청자의 네 가지 라이프스타일 유형을 구분했다. 각 유형은 시청자가 TV를 시청하는 정도, TV를 시청하는 이유, 수입 및 수입에 따라 다양한 차이가 있으며 성별, 결혼 여부 등도 포함되었다. 네 가지 유형은 다음과 같다.
- 유형 1 : 독립된 주부
- 유형 2 : 외향적 활동가
- 유형 3 : 억제된 활동가
- 유형 4 : 노동자 계급 등반가[16]

가장 최근 UGT를 둘러싼 뜨거운 관심은 미디어를 사용하는 이유와 성취된 만족 사이의 연결이다. UGT 연구자들은 개별 요인과 함께 미디어 소비 및 사용의 요구, 목표, 이점, 결과를 연결하여 보다 예측적이고 설명적인 이론을 개발하고 있다. UGT에서의 작업은 Herzog의 연구를 기반으로 하고 미디어가 사람들에게 영향을 미치는 방식에서 청중이 미디어를 사용하는 방식으로 패러다임 전환을 일으킨 Katz, Blumler 및 Gurevitch의 연구에 의해 선구되었으며, 이는 대중 미디어 연구에 대한 제한된 효과 접근 방식의 지배력을 감소시켰다.

## 추구하는 충족과 얻은 충족
추구한 충족(GS)과 얻은 충족(GO)은 U&G 이론을 다루는 연구 문제 중 하나이며, "경험에서 찾고 있던 것"과 "경험에서 실제로 얻은 것, 즉 경험에서 얻은 것"이 대조되는 양상을 보안다. 만족스러운 경험인지 아닌지." 미디어 사용에 대한 개인적인 동기는 미디어가 청중이 기대하는 만족을 제공한다는 것을 암시한다. 이러한 만족은 개인이 가치 있게 여기는 심리적 효과를 경험한 것으로 생각할 수 있다. 1980년대에 Palmgreen과 Rayburn은 추구하는 만족(GS)과 획득한 만족(GO) 과정의 모델을 제안했는데, 여기서 GS는 사람들이 미디어로부터 추구하는 보상을 의미하고, GO는 사람들이 미디어로부터 받는 보상을 의미한다.
1980년에 GS와 GO의 관계를 조사하기 위해 Palmgreen et al는 가장 인기 있는 텔레비전 뉴스 프로그램에서 앞선 GS와 GO의 관계에 대한 연구를 수행했다. 이 연구는 네트워크 저녁 뉴스 프로그램에서 추구하는 만족(GS)과 얻은 만족(GO) 사이의 관계를 조사했는데, 각 GS 응답자가 가장 많이 시청한 프로그램에 대한 해당 GO 응답자와 중간 정도에서 강한 상관 관계를 보였다. 각 GS와 대응하지 않는 GO 사이의 상관관계는 일반적으로 훨씬 낮았으며 해당 연구 결과는 사용 및 만족에 대한 추구 및 획득 개념화에 대한 상당한 가능성을 보여주게 되었다.
Palmgreenet al는1985년에 기대 가치 접근법에 기초한 사용 및 만족의 프로세스 모델을 지원하는 조사를 수행했다. 연구 결과는 획득된 만족이 미디어 속성에 대한 신념과 밀접한 관련이 있지만 해당 속성 평가와는 관련이 없다는 가설을 뒷받침했으며 또한 믿음X평가산물은 획득한 만족과 상관관계가 있다는 것이 밝혀졌다. 특히 모델에 의해 가정된 특정 개입 변수에 대해 통제가 실시되었을 때 가정된 다양한 관계의 감소 발생을 포착했고 해당 모델이 미디어 소비 프로세스에 중요한 영향을 미친다는 것을 확인했다. 또한, 결과는 추구하고 얻은 충족이 이전 추측과 달리 동일한 추상 수준에서 측정될 수 있음을 보여주었다.

## 이용과 충족 연구의 현대적 적용
Katz와 그의 동료들의 연구는 이용과 만족 접근법을 구축하기 위한 이론적 토대를 마련했다. 토대가 마련되자 이후 접근법이라는 주제에 대한 연구가 강화되고 확대되었으며 특히 이용 및 충족은 현재까지도 여전히 Katz의 첫 번째 분석을 기반으로 한다. 오늘날 시대적 특징으로 인해 사람들이 미디어 사용에 대한 더 많은 선택권을 갖게 되는 전자 정보 시대에 새로운 미디어 형식이 등장했기 때문도 그 이유가 될 수 있다.

### 휴대전화 사용
비교적 새로운 기술인 휴대폰은 다양한 용도와 만족감을 준다. 이동성, 지속적인 액세스 및 콘텐츠 추가 및 액세스 옵션의 특성으로 인해 이 분야는 휴대폰 사용의 동기에 대한 새로운 연구로 확장되고 있으며 일반적으로 사람들은 다음과 같은 이용과 충족을 위해 휴대폰을 사용한다.
- 애정/사교성
- 오락
- 패션/지위
- 즉각적인 접근
- 수단
- 유동성
- 심리적 안정

그러나 이용과 충족은 물리적인 위치와 청중에 따라 다르다. </link>
- 버스, 자동차, 기차에서 휴대전화를 사용하는 것은 이동성과 즉각적인 접근의 UG와 관련이 있다.
- 비즈니스 파트너와의 대화는 도구성의 UG와 관련이 있다.
- 가족과의 대화는 이동성과 애정의 UG와 관련이 있다

특히 문자 메시지의 구체적인 기능은 그 이용과 충족감을 찾고 잠재적인 성별 차이를 탐색하기 위해 연구되었는데 연구자들은 7가지 이용과 충족감을 제안했다. 연구 결과에 따라 가장 높은 순위부터 가장 낮은 순위까지 아래에 나열되어 있다.
- 접근성/이동성
- 기분 전환
- 탈출
- 오락
- 정보 탐색
- 비즈니스 코디네이터
- 사회화/애정 추구
- 지위 추구

결과는 또한 성별 차이(학부 모집단에서)를 보여주었다. 여성은 접근성/이동성, 휴식 및 탈출, 조정 부문에서 남성보다 높은 점수를 받았는데 이러한 결과는 여성에 대한 독립에 대한 사회적, 사회적 기대가 가족 및 친구와 연결되어 있음을 암시할 수 있으며, 여성이 남성보다 문자 메시지의 자세한 대화에 더 의존하는 경향이 있음을 의미한다.
오늘날 많은 사람들이 휴대폰을 인터넷에 연결하고 콘텐츠를 제공하고 검색하는 장치로 사용하기 때문에 연구자들은 다양한 미디어를 활용하는 스마트 장치의 UG를 조사했다. 모바일 콘텐츠를 제공하는 용도와 만족은 모바일 콘텐츠를 검색하는 용도와 다르다. 여가, 오락, 쉬운 접근, 시간 보내기는 모두 자료를 추가하는 동기이다. 정보 자원/서비스의 효율적인 접근과 고품질 정보에 대한 필요성은 콘텐츠 접근에 대한 이용과 충족이다.

### 인터넷 사용
인터넷은 UGT를 탐구하기 위한 새롭고 깊은 분야를 제공해주는데, 특히 충족에는 내용 만족, 과정 만족, 사회적 만족이라는 세 가지 주요 범주가 있는 것으로 나타났다.
- 콘텐츠 : 인터넷 사용에는 콘텐츠에 만족하는 특정 정보나 자료를 조사하거나 찾는 필요성이 포함된다.
- 프로세스 : 사용자는 기능적 프로세스에서 인터넷을 의도적으로 탐색하거나 무작위로 검색하는 경험을 통해 만족을 얻는다.
- 사회적 : 사회적 유대를 형성하고 심화하는 광범위한 용도를 포함한다.

LaRose et al.과 같은 학자. UGT를 활용하여 사회 인지적 프레임워크를 통해 인터넷 사용을 이해한다. 이는 인터넷 청중을 동질화하고 긍정적인 결과(만족)의 관점에서 미디어 사용을 설명하는 데서 발생하는 불확실성을 줄이게 된다. 특히 LaRoseet al는 온라인 행동(예: 인터넷 중독 )의 부정적인 결과에 대한 자기효능감, 자기비하 및 관련 UGT에 대한 조치를 만들었다.

### 소셜 미디어 사용
2013년 연구 에서는 소셜 네트워킹 서비스, 개인 및 주제 기반 블로그, 인터넷 포럼을 조사했다. 만족과 자기애 사이의 관계, 이 관계와 만족에 대한 연령의 영향도 연구되었다. 전체 사용자의 동기는 다음과 같다.
- 사회성과 애정
- 부정적인 감정 발산
- 인식
- 오락
- 인지적 요구

포럼은 상대적으로 일방통행에 가깝기 때문에 부정적인 감정을 표출하는 주요 매체인 것으로 나타났다. 소셜 미디어를 사용하면 외로움을 치료하고 중독 행동에 대한 충동을 충족시킬 수 있다. 이전 연구에서 밝혀진 바와 같이 성별, 위치, 청중의 변수와 마찬가지로 U&G도 나르시시즘의 범주에 따라 달랐다. 연구자들은 네 가지 다차원적 자기애적 성격 유형을 발견했다. 즉 권위적이거나 우월하다고 느끼는 것, 노출증이 있는 것, 착취적인 것, 종종 허영심에 굶주린 것이라고 말한다. U&G는 특정 사용자가 가지고 있는 특정 유형의 나르시시즘에 따라 달랐다. 예를 들어 노출증이 있는 사람들은 애정 표현, 부정적인 감정 표현, 인정받는 소셜 미디어 U&G에 집중하는 경향이 있었는데 자신을 우월하다고 생각하는 사람들은 인정보다는 인지적 동기에 의해 더 높은 활용도와 만족감을 느꼈다. 허영심 많은 나르시시스트들은 인정과 관심에 가장 만족했고, 부정적인 감정을 표출하지 않았다. 노출증 환자의 경우에는 소셜 미디어의 모든 만족에 동기를 부여 받았으며, 자기애적 성향에서는 세대 간 차이가 발견되지 않았다.

#### 친구 네트워킹 사이트
기초 연구에 따르면 사회화는 MySpace 및 Facebook과 같은 친구 네트워킹 사이트 사용에 동기를 부여하는 것으로 나타났다. 사용 및 만족 이론은 개인 사용자가 이러한 도구를 통해 만족 및 요구 사항이 충족되면 소셜 네트워킹 사이트에 계속 참여할 것이라고 제안했다. 사회화의 세부 사항에는 오랜 친구 찾기, 새로운 친구 만들기, 이벤트에 대해 배우기, 사회적 기능 만들기 및 연결감을 느끼는 것이 포함될 수 있다. 몇 가지 추가 조사를 통해 감정적, 인지적, 사회적, 습관적 사용이 소셜 미디어 사용에 동기를 부여하지만 모든 사용이 지속적으로 만족스러운 것은 아니라는 사실이 입증되었다. 오프라인 시민 참여와 관련된 Facebook 그룹 사용자의 만족도를 조사한 연구에서 1,715명의 대학생에게 캠퍼스/커뮤니티, 엔터테인먼트/레크리에이션, 소셜 활동에 대한 정보 획득을 포함하여 Facebook 그룹을 사용하는 구체적인 이유에 대한 동의 수준을 평가하도록 요청했다. 친구 및 가족과의 상호 작용, 또래의 압력/자기 만족." 본 연구는 배리맥스 회전을 이용한 주성분 요인 분석을 통해 궁극적으로 결과를 도출하였다. 그 결과 페이스북 그룹 이용에 필요한 욕구는 '사교, 오락, 자아추구, 정보' 4가지로 나타났다.
- 사교 : 학생들은 그룹의 특정 주제에 대한 공동체 의식과 동료 지원을 얻기 위해 다른 사람들과 이야기하고 만나는 데 관심이 있었다.
- 오락 : 학생들은 그룹에 참여하여 즐겁게 지낸다.
- 자기탐색(Self-Seeking) : 학생들은 온라인 그룹 참여를 통해 자신과 친구들의 개인적 지위를 추구하거나 유지한다.
- 정보 : 학생들은 그룹을 통해 교내외에서 진행되는 관련 행사에 대한 정보를 받았다.

비슷한 사례 연구에서 제시된 연구 질문 중 하나는 "소셜 네트워킹 사이트를 널리 채택하는 데 있어 학생들의 요구와 만족은 무엇입니까?"였다. 이 연구에서 연구자는 학생들의 소셜 미디어 사용 동기를 설명하기 위해 다섯 가지 범주의 이용 및 충족 이론을 사용했다. 범주는 다음과 같다: (i) 목적 가치(새로운 지식과 정보를 찾는 것을 의미), (ii) 자기 발견(온라인 그룹 참여를 통해 자신의 측면을 이해하려는 개인의 동기를 의미), (iii) 대인 상호 연결성 유지( 개인이 온라인 네트워크에서 다른 사람들과 접촉을 구축하고 유지함으로써 얻는 사회적 혜택을 의미함), (iv) 사회적 향상(개인이 다른 사람의 수용과 승인을 얻고 자신의 사회적 향상을 통해 얻는 가치를 의미함) 온라인 네트워크 내에서의 지위) 및 (v) 오락 가치(개인이 온라인 네트워크에서 다른 사람과 상호 작용함으로써 얻는 재미와 즐거움을 나타냄).
결과는 대학생들이 자신의 소셜 네트워크 그룹에 속한 다른 사람들이 그러한 도구의 이점에 대해 동일한 가치를 갖고 있으며 네트워크 내의 다른 사람들과 만족스러운 관계를 구축하거나 유지하려는 유사한 요구를 갖고 있다는 것을 알 때 소셜 네트워킹 사이트를 사용하려는 의지를 보이는 것으로 나타났다. 오락에 대한 필요성과 다른 사람과의 대인 상호 연결 유지는 본 연구에서 학생들의 SNS 사용 [ ] 통계적 으로 가장 큰 영향을 미쳤다. 이는 이러한 도구가 즐거움과 즐거움을 얻을 수 있고 다른 사람과의 연결을 촉진할 수 있는 즐거움 지향 플랫폼으로 간주된다는 것을 의미한다.
특정 Facebook 기능의 사용 및 만족
Facebook은 사용자에게 다양한 특징과 기능을 제공하는 널리 사용되는 플랫폼이기 때문에 연구자들은 사진 공유, 음악 스트리밍과 같은 플랫폼의 특정 기능에 대한 이용 및 충족 분석을 수행했다.
사진 공유: 연구원들은 사용자가 Facebook에서 사진을 공유함으로써 만족하고자 하는 6가지 주요 요구 사항을 확인했다. 따라서 이러한 요구는 Facebook 에서 사진 공유를 예측할 수 있는 동기이다. 이러한 구체적인 동기에는 애정, 관심 추구, 공개, 습관, 정보 공유 및 사회적 영향력이 있는데, 각각의 동기는 요인 분석을 통해 확인되었다. 동일한 연구에서는 상관관계 테스트를 사용하여 연령이 공개 동기 및 사회적 영향력과 긍정적인 상관관계가 있으며 습관 및 공개의 만족에 성별 차이가 존재한다는 것을 확인했다.
Facebook을 사용하여 음악 듣기: Facebook에서는 사진 공유 외에도 사용자가 자신의 음악 청취 기록을 게시하고 플랫폼을 통해 음악을 들을 수 있다(San Pascual, 2013). 주축 요인 분석을 사용하여 Krause, North 및 Heritage는 Facebook 음악 청취 애플리케이션을 사용하는 세 가지 주요 동기, 즉 의사소통, 오락 및 습관적 전환을 발견했다.

#### 트위터
트위터는 대중 매체 기능과 트윗 전송을 통한 대인 커뮤니케이션 옵션을 모두 포함하는 온라인 마이크로 블로깅 플랫폼이다. 연구에 따르면 트위터에서 활동적인 시간을 보내는 것과 다른 사용자와의 "비공식적인 동지애"(연결)에 대한 욕구 충족 사이에는 긍정적인 상관관계가 있는 것으로 나타났으며 또한 트윗의 빈0도와 답글 및 공개 메시지의 수가 트위터 사용자 간의 관계를 매개했다. 이는 연결에 대한 욕구를 충족시켜 미디어의 활용도와 만족도를 높이는 데 도움이 되었다.

#### 스냅챗
Snapchat은 전 세계적으로 1억 7,800만 명 이상의 사용자를 보유한 사진 공유 소셜 미디어 플랫폼이다. 다른 형태의 소셜 미디어와 마찬가지로 사람들은 특정 미디어 요구 사항, 특히 사회적 자본 요구 사항을 결속시키기 위해 Snapchat을 사용한다. 특히 Twitter, Facebook, Instagram과 같은 소셜 미디어 사이트에 비해 Snapchat은 개인 미디어 요구 사항을 충족하는 데 더 많이 사용된다는 특징이 있다. 예를 들어, Phua, Jin, Kim은 Snapchat 상호 작용이 가까운 대인 관계에서 발견되는 상호 작용과 유사하다는 사실을 발견했다. 이 애플리케이션은 실제로 다른 사람들로부터 정서적 지지를 얻고, 중요한 결정에 대한 조언을 구하고, 문제 해결을 위한 도움을 구하고, 사교 욕구를 충족시키고, 부정적인 감정을 발산하고, 다른 사람들과 연결하는 데 사용되었다.

#### 인스타그램
Lin(2022)은 Z세대와 밀레니얼 세대가 Instagram Stories에 참여하는 방식과 관련하여 사용 및 만족 이론을 조사했다. 그녀는 사용자가 엔터테인먼트, 탐색 및 인지된 기능을 위해 콘텐츠 소비에 참여할 가능성이 있다는 것을 발견했다. 그러나 관계 구축, 사회적 공유, 자기 강화 및 참신함을 포함하여 콘텐츠 기여 및 제작에서 다른 요구 사항이 발견되었다. 이러한 발견은 이 플랫폼의 각 기능 뒤에 있는 구체적이고 다양한 동기를 강조한다. 동일한 사람들이 콘텐츠에 참여하기로 선택한 방법에 따라 다양한 요구 사항을 충족할 수 있다. Lin은 이 연구가 인기 있는 기능과 가능한 감정적 유대 관계에 대해 더 많은 이해를 제공하고 앞으로 나아가는 교육자와 정책 입안자에게 중요한 정보를 제공할 수 있다고 제안했다.

#### 틱톡
TikTok은 Zhang Yiming이 2017년 9월에 출시한 동영상 기반 소셜 미디어 플랫폼으로, 최근 성공을 거두며 빠르게 많은 관심을 받고 있다. 다른 모든 플랫폼과 마찬가지로 소셜 미디어도 우리 주변의 사회 및 환경과 상호 작용하는 데 사용된다는 것은 상식인데, TikTok과 다른 소셜 미디어 플랫폼의 차이점은 이용 및 충족 이론과의 관계이다. 충족 측면에서 이 플랫폼은 다른 플랫폼에서는 제공하지 않는 몇 가지 기능을 제공한다. 예를 들어 짧은 동영상으로 상태 업데이트를 제공하는 것은 물론이고 Z세대에 태어난 사람들과 관심 있는 사람에게 직접 광고하기도 한다. 이에 더해 사람들이 만족을 위해 TikTok을 사용하는 이유를 알아보기 위해 수행된 연구에 따르면 첫 번째는 정보 동기/연구, 두 번째는 개인 정체성, 세 번째는 사회적 통합 및 상호 작용, 마지막은 오락이. 이 네 가지 모두 사람들이 만족을 위해 TikTok을 사용하는 주된 이유이지만 대부분의 경우 사람들은 주로 사회적 상호 작용과 오락을 위해 TikTok을 사용한다.

#### 기타 애플리케이션
UGT의 다른 많은 측면은 다양한 소셜 네트워킹 웹사이트를 사용하는 데 특징이 있다. Yelp.com 과 같은 많은 리뷰 서비스에는 사용자 프로필과 상호 연결성을 갖춘 소셜 네트워킹의 측면이 있고 많은 뉴스 웹사이트에는 기사와 사진을 페이지에서 플랫폼 전반에 걸쳐 사용자의 개인 소셜 네트워킹 페이지로 직접 공유할 수 있는 기능도 있다. 당연히 정보 검색은 이러한 애플리케이션, 특히 Yelp.com과 같은 리뷰 사이트에 있어서 압도적인 U&G이며 기타 U&G에는 오락성, 편의성, 대인관계 유용성, 통과 시간 등이 포함되었다.
마찬가지로 정보 탐색 외에도 뉴스를 공유하는 사용자는 특히 소셜 미디어에 대한 사전 경험이 있는 경우 U&G의 사교 및 지위 추구의 동기가 있다. 그러나 UGT의 부정적인 측면도 존재하는데 소셜 미디어를 사용하는 이유로 사이버 괴롭힘이 있고 이를 위한 플랫폼이 구축된다는 것이다. 사람들은 자신의 만족을 위해 온라인과 소셜 미디어를 통해 사이버 괴롭힘에 참여한다. 사이버 괴롭힘은 대면 접촉을 피하면서 복수심과 악의적인 욕구를 충족시켜준다.
2022년에 Falgoust et al. 이용과 충족 이론의 충족 이론의 관점으로 소셜 미디어 문제 현상을 살펴보았다. 그들은 때때로 위험할 수 있는 이러한 TikTok 챌린지에 젊은이들이 왜 참여했는지 알아보기 위해 32명의 대학생을 인터뷰했고. 저자는 먼저 U&G 이론의 매개변수를 통해 사람들이 TikTok을 사용하는 이유를 확인했다. 이유 중 가장 눈에 띄는 것은 단순히 오락을 위한 것이었고, 편리함과 사교성이 그 뒤를 이었다. 즉, 정보를 찾고 공유하기 위해 TikTok을 방문했다고 보고한 사람은 적었고, 도피를 위해 갔다고 보고한 사람은 더욱 적었던 것이다. 저자는 이러한 결과를 사용하여 더 위험한 도전이 너무 대중화되는 것을 방지하려 했는데, 그들은 TikTok 사용에 대한 두드러진 동기를 표적으로 삼은 캠페인이 도움이 될 수 있다고 결론지었다. 저자는 이러한 위험한 도전을 수행하는 것이 사용자가 추구하는 특정 동기를 어떻게 충족시키지 못하는지 설명하는 광고 캠페인을 제안했다.

### 인스턴트 메시징
문자 메시지와 마찬가지로 인스턴트 메시지나 " 온라인 채팅 " 참여를 통해 유사한 U&G를 연구 했으며 이러한 결과도 성별에 따라 완화되었다.
- 기분 전환
- 오락
- 패션
- 포함
- 애정
- 사교성
- 탈출

이번에도 사용량과 성별에 따라 차이가 나타났는데, 인스턴트 메시징 서비스를 자주 사용하는 사람들("과다 사용자")은 애정과 사교성에 의해 가장 큰 동기가 확인됐다. 그렇지 않은 사람들("라이트 사용자")은 패션에 가장 큰 동기를 가졌다. 여성들은 사교성을 위해 더 오랫동안 대화를 나눴으며 남성들은 세션 당 더 적은 시간 동안 오락과 휴식을 위해 채팅했다.

### 인스턴트 메시징과Facebook비교
Facebook은 인스턴트 메시징 플랫폼의 기능을 복제하는 직접 메시징 및 그룹 채팅과 같은 기능을 제공한다. 이용 및 충족 프레임워크를 사용한 연구에 따르면 각 플랫폼은 특정 플랫폼을 사용하는 사용자의 고유한 요구와 동기에 대해 고유한 만족을 제공하기 때문에 미디어 사용자가 소셜 네트워킹 플랫폼을 사용할 수 있는 것으로 나타났다. Quan-Haase와 Young은 Facebook과 인스턴트 메시징에서 파생된 요구 사항과 만족 사이의 비교 분석을 통해 사용자가 Facebook을 사용하여 사용자 대인 관계에서 재미있는 활동/사건을 파악하는 반면 인스턴트 메시징 사용은 새로운 것을 개발하는 데 더 가깝다고 판단했다.

### 온라인 게임
이 새로운 연구 분야에서는 온라인 게임을 시작하는 데 필요한 U&G를 탐구한다. 성취감, 즐거움, 사회적 상호작용은 모두 온라인 게임을 시작하는 동기이며, 게임에서의 성공과 이용에 대한 충족 정도로 게임 지속 시간을 예측한다.
온라인 게임의 경우 사람들이 사회 또는 온라인 커뮤니티와 상호 작용하는 데 사용하는 방식이 소셜 미디어와 유사하다. 이 예에서 온라인 커뮤니티는 다음과 같은 전자 미디어를 통해 서로 소통하는 사람들의 그룹으로 정의되는데 인터넷을 통해 목표와 아이디어를 공유하며 지리적 위치나 출신 민족에 대한 제약이 없다. 특히 Chin-Lung Hsu가 수행한 연구에서 온라인 게임 커뮤니티는 인터넷을 통해 서로 상호 작용하고, 환상적인 역할을 만들고, 사용자 간의 온라인 관계를 발전시키며, 공통 관심사를 공유하고, 게임에 대한 욕구를 충족시키는 사용자 그룹으로 정의된다. 이는 자신의 가상 역할을 수행하여 엔터테인먼트를 즐길 수 있다는 것을 의미하기도 한다. 사람들은 온라인이든 직접 대면이든 관계없이 사람들과 사회적으로 상호 작용할 때의 만족감을 채우기 위해 여러 온라인 게임을 플레이하는데 이는 이러한 유형의 사람들이 해당 역할을 수행하는 것을 증빙한다.

### 모바일 게임 및 증강 현실
2017년에 연구자들은 포켓몬고(Pokémon Go) 플레이어의 사용자 행동을 연구하기 위해 이용 및 충족 이론을 적용했다. 결과는 즐거움, 신체 활동, 향수, 이미지, 규범적 영향 및 흐름이 다양한 형태의 사용자 행동을 주도한다는 것을 보여줬다. 또한 인지된 물리적 위험(인식된 개인 정보 보호 위험은 아님)은 사용 형태를 약화시키며 이 연구 결과는 이용 및 충족 이론이 증강 현실 연구에 유망한 프레임워크를 제공하고 U&GT가 다른 이론으로 보완될 수 있는 강력한 프레임워크를 제공한다는 것을 보여준다.

### 애니메이션 뉴스
2011년에는 312명의 대학생을 대상으로 애니메이션 뉴스 시청 여부를 조사하는 테스트가 진행됐다. 뉴스에서 멜로드라마 애니메이션을 사용하는 것은 당시 뉴스 보도에 사용되는 새로운 기술로 간주되었는데, 당시 응답자에게는 59개의 진술이 제공되어 이러한 각 진술이 애니메이션 뉴스 시청에 얼마나 잘 적용되는지에 따라 평가되었다. 데이터 분석에는 요인분석과 계층적 회귀분석이 사용되었다.
본 연구에서는 요인분석을 통해 이러한 애니메이션 뉴스영상을 시청하는 7가지 동기를 확인하였다. 이러한 동기에는 교제, 사회적 상호 작용, 휴식, 정보 탐색, 대인 관계 학습, 오락 및 시간 보내기가 포함되었다.
- 사회적 상호작용 동기 : 다른 사람과의 토론을 촉진하기 위한 정보 획득
- 이완 동기 : 애니메이션 뉴스를 시청하여 압박감을 해소하고 긴장을 풀어줌
- 정보탐색동기 : 최신 동향을 파악하거나 정보를 검색하기 위해 애니메이션 뉴스를 시청함
- 오락동기 : 재미와 즐거움을 위해 애니메이션 뉴스를 시청함
- 시간 보내기 동기 : 시간을 끌기 위해 또는 개인이 더 이상 할 일이 없을 때 애니메이션 뉴스를 시청함
- 대인관계 학습 동기 : 친구나 중요한 타인이 공유하는 애니메이션 뉴스 비디오를 시청하여 그 사람의 마음을 이해하려는 욕구
- 동반자 동기 : 외로움을 완화하기 위함

계층적 회귀 분석 결과는 성격 특성(감각 추구 및 통제 위치), 7가지 동기, 인지된 뉴스 신뢰성 및 뉴스 가치의 영향, 이러한 애니메이션 뉴스 비디오를 다른 사람들과 공유하려는 의도 간의 예측 관계를 제시한다. 이에 대한 또 다른 예는 "백색 소음"이다. 예를 들어 누군가 요리하거나 저녁 식사를 준비하는 동안 TV를 켜는 것이다. 연구에 따르면 사람들은 특정 작업에 더 집중할 수 있도록 하기 위해 그렇게 하는 것으로 나타났다. [ ]

### 엔터테인먼트 미디어
연구에 따르면 오락 목적으로 받아들인 미디어(예: 영화, 노래, 텔레비전 등)는 광범위한 용도와 정서적 만족을 제공하며 이는 상호 배타적이지 않고 서로 겹칠 수 있는 것으로 나타났다. Rehman(1983)은 영화를 통해 추구하고 얻은 충족과 영화 관람 사이의 관계를 보여주었다.
- 기분 관리 : 이는 미디어 사용에 대한 정서적 만족감 중 가장 자주 인용된다. 사람들은 중간 정도의 각성 상태를 유지하는 것을 선호하며 기분이 좋지 않거나, 지루하거나, 과도하게 흥분한 경우, 사람들은 자신의 기분을 조절하거나 주의를 분산시키기 위해 미디어를 찾는다.[52][53]
- 감정적 성향 : 감정적 성향 이론에서는 사람들이 선하고 도덕적인 것으로 묘사되는 인물을 "응원"하는 것을 좋아한다고 말한다. 사용자는 '좋은' 도덕성을 지닌 캐릭터에게 좋은 일이 일어났을 때 만족하고, '악' 또는 '나쁜' 캐릭터에게 나쁜 일이 일어났을 때 만족감을 경험한다.[54]
- 흥분 전달 : 미디어의 이러한 사용과 만족은 사람들이 우리가 "좋다"고 인식하는 캐릭터에 대해 걱정하고 싶어한다는 것을 가정하며, 해당 캐릭터가 결국 어떤 식으로든 "보상"을 받으면 더욱 만족스러워 한다.[55]
- 감각 추구 : 이러한 사용과 만족은 흥분을 그 자체의 보상으로 생각할 때 이해될 수 있다.[56]
- 수용 방식 : "감정적 참여는 다른 수용 방식과 상관관계가 있으며, 특히 소화적 참여(허구적 세계에 몰입), 사회 참여(캐릭터와 동일시), 자아 참여(영화를 자신의 삶과 연결)와 관련이 있다. 정서적 참여는 수용 과정에서 보다 다양한 목표를 추구하는 데 도움이 될 수 있는데, 감정 경험은 단순히 감정을 조절하는 것보다 여러 가지 다른 방식으로 기능할 수 있다는 결론을 내릴 수 있기 때문이다.[57][58]
- 내재적 동기 : 사용자가 자신의 미디어 관련 기술에 대한 도전을 경험하지만 좌절하거나 압도당할 정도는 아닌 경우, 충족은 사용자가 미디어를 계속 사용하도록 영감을 주는 능력에 대한 보상이다.[59]
- 기분 조정 : 사용자는 현재 일어나고 있는 상황에 맞게 기분을 조정하기 위해 미디어를 사용함으로써 만족감을 느낀다. 예를 들어, 이미 공격자에 의해 자극을 받고 보복할 기회를 약속받은 남성은 감정적으로 고조된 순간에 좋은 소식보다 나쁜 소식을 선호하는 것으로 나타났다.[60][61]
- 감정의 성별 사회화 : 이러한 사용은 여성이 다른 방향의 슬픔(공감, 동정, 연민)을 느끼는 것을 즐긴다는 생각에 만족한다. 왜냐하면 우리 문화는 여성이 느끼는 감정을 가치 있게 여기고 인정하기 때문이다.[62][63] 마찬가지로, 10대 커플은 무서운 영화를 보는 것을 좋아하기 때문에 남자는 보호받고 있다는 느낌을 받고 여자는 취약하다고 느낀다.[64]
- 오락의 관계 기능 : 사용 및 만족의 특정 분야에 따르면 우리는 실제 관계에 교훈을 적용하거나 현실 관계에서 벗어나기 위해 오락을 사용한다.

- 의사사회적 관계 : 엔터테인먼트 미디어 소비자는 TV 쇼나 뉴스 진행자 등 엔터테인먼트 미디어에서 볼 수 있는 캐릭터에 강한 애착을 갖게 되어 사회적 연결에 대한 욕구를 충족시키기 위해 때때로 이를 사용한다.
- 대리 경험 : 엔터테인먼트 미디어의 관련 사용 및 만족은 묘사된 캐릭터를 통해 생활하고 캐릭터의 관점을 채택하여 그들의 삶에서 우리 자신을 상상한다는 아이디어이다.
- 하향적 사회적 비교 : 이러한 사용과 만족은 우리가 자신과 비슷하거나 더 나쁜 사람들을 묘사하는 미디어를 즐기는 것을 의미한다.
- Eudaemonic 동기 부여 : 미디어 소비자는 또한 더 깊은 의미, 통찰력, 삶의 목적을 찾고, 아름다움을 찾고, 사기를 높이고, 강한 감정을 경험하고, 다른 사람들이 어떻게 생각하고 느끼는지 이해하기 위해 엔터테인먼트 미디어를 사용한다.

### 온라인 커뮤니티
온라인 커뮤니티를 통해 사람들은 전 세계적으로 상호 작용할 수 있다. 개인의 필요에 따라 충족되어야 하는 네 가지 유형의 온라인 커뮤니티가 있는데 이는 다음과 같다. 첫째, 특정 주제에 대해 상호 작용하기 위해 대인 커뮤니케이션을 사용하는 관심 커뮤니티가 있다. 둘째, 개인적이고 친밀한 관계 구축에 더 초점을 맞춘 관계 커뮤니티가 있으며, 더 많은 개인적인 삶의 경험을 통해 사람들을 하나로 묶을 수도 있다. 셋째, 제품 구매 및 판매에 관한 정보를 찾는 개인이 참여하는 거래 커뮤니티가 있다. 마지막으로 넷째, 참여자들이 새로운 환경과 성격을 창조함으로써 거짓 현실을 창조할 수 있게 해주는 환상의 커뮤니티가 있다.

## 관련 이론

### 미디어 시스템 의존 이론
미디어 시스템 종속성 이론 (MSDT 또는 미디어 종속성 이론)은 UGT의 파생물로 연구되었다. 그러나 미디어 의존 이론은 의존성의 원천으로서 미디어 소비에 대한 청중의 목표에 초점을 맞춘다. 이와 달리 이용과 충족 이론은 미디어 소비의 동기로서 청중의 요구에 초점을 맞추고 있다. MSDT에서는 개인이 자신의 필요를 충족하기 위해 미디어에 점점 더 의존하게 되면 미디어가 개인의 삶에서 더욱 중요해지고 그에 따라 해당 개인에 대한 영향력이 커진다고 말한다. MSDT는 사람들이 필요에 따라 미디어를 다르게 사용한다는 가정을 기반으로 하기 때문에 UGT를 인정하고 이를 기반으로 구축된다.

### 사회인지이론
UGT를 기반으로 한 사회 인지 이론은 미디어 소비에 대한 GS 자극과 GO 자극을 구별하는 데 도움이 되었다. 사회인지 이론은 개인, 환경, 행동 사이의 상호 인과관계 라는 관점에서 행동을 설명한다. 이는 대중 매체의 많은 청중에 대한 거대하고 포괄적인 가정 대신 UGT를 보다 개인적으로 적용할 수 있게 해주는데 GO가 GS보다 크면 청중 만족도가 더 높아질 것으로 추측된다. 마지막으로, 청중의 GS가 항상 GO의 현실은 아니라는 것을 계속해서 상기해야 한다.

### 배양이론
육성 이론은 개인의 세계관을 형성하는 데 있어 미디어, 특히 텔레비전이 하는 역할을 이해하는 것과 관련이 있다. UGT가 미디어 사용을 촉진하는 동기를 이해하려고 노력하는 반면, 육성 이론은 미디어의 심리적 효과에 중점을 둔다. 특히 육성 이론은 특히 텔레비전의 폭력과 그것이 사회 폭력의 현실에 대한 청중의 이해를 어떻게 형성하는지 연구하는 데 사용되는데 종종 미디어의 영향으로 인해 청중은 폭력의 정도에 대해 더 고조되고 비현실적인 인식을 갖게 되기 때문이다. 청중이 폭력적인 미디어를 찾는 이유와 세계관 확인의 필요성을 충족시키기 위해 텔레비전 폭력을 찾는지 확인하려면 배양 이론 사례에 UGT 접근 방식을 구현할 수 있다.

### 피하 주사 바늘 모델
피하 주사 바늘 모델 (피하 주사기 모델, 변속기 벨트 모델 또는 마법의 총알 이론으로 알려짐)은 의도한 메시지가 수신자에 의해 직접 수신되고 완전히 받아들여진다는 것을 암시하는 의사소통 모델이다. 이 모델은 원래 1930년대 행동주의에 뿌리를 두고 있으며 오랫동안 쓸모없는 것으로 여겨졌으나 빅데이터 분석 기반의 대량 맞춤화 로 인해 기본 모델 요소가 현대에 맞춰 부활하게 되었다. 이후 미디어와 사람의 관계를 재발견하는 변화가 일어나며 이용과 충족의 접근 방식이 확립되었다.

### 매스 미디어
미디어 연구, 매스커뮤니케이션, 미디어 심리학, 커뮤니케이션 이론, 사회학에서 미디어 영향과 미디어 효과는 매스 미디어 와 미디어 문화가 개인이나 청중의 생각, 태도, 행동에 미치는 영향과 관련되어 있다. 글로 쓰든, 방송으로든, 말로든, 대중 매체는 많은 청중에게 다가가게 되는데, 이는 현대 문화를 형성하는 데 있어 대중 매체의 역할과 효과는 문화 연구의 핵심 문제이다.

## 이론 비평
이용과 충족 이론은 처음부터 거의 일부 사람들에 의해 의사소통 이론의 명왕성으로 여겨져 왔다. 즉, 비평가들은 그것이 이론이 되기 위해 필요한 기준을 충족하지 못한다고 주장한다. 비평가들은 이것이 분석에 대한 접근 방식이나 데이터 수집 전략에 더 가깝다고 주장하는데 학술 문헌에서 가장 일반적으로 제기되는 비판은 다음과 같다.
- 만족은 연구 대상자가 내린 결정보다는 연구자의 입력에 더 많이 의존한다.[86]
- 초기 연구에서는 참가자들이 특정 의사소통 채널과 관련된 만족을 식별해야 했으며, 이는 만족과 채널을 융합할 가능성을 높였다. Lomettiet al. 이는 만족의 수를 "상당히 과대평가"할 수 있으며 심층 인터뷰를 사용하여 이를 해결하려는 시도는 문제가 있다고 주장했다(p. 323).[86]
- 연령대가 다른 청중은 동일한 미디어를 사용하는 동기도 다를 수 있으며 만족도도 다를 수 있다.[87]
- 사용 및 만족의 개인주의적 특성으로 인해 연구에서 수집된 정보를 수집하는 것은 어렵다. 대부분의 연구는 데이터보다는 순수한 기억 기억에 의존하는데,[11] 이로 인해 자기 보고가 복잡해지고 측정이 불가능해진다.
- 이 이론은 사람들이 원하는 미디어와 해석을 자유롭게 선택할 수 있다고 주장하는 것이 너무 지나친 것이라고 미디어 헤게모니 옹호자들에 의해 비난되었다.[84]
- 청중은 미디어를 자신의 방식으로 해석하며 이에 대한 찬반 논쟁이 있을 수 있으며 상황에 따라 어느 쪽이든 승리할 수 있다. 각 개인의 행동과 그 행동에 미치는 영향은 전적으로 상황에 따라 달라진다. 특히나 각 개인은 미디어를 만족시키려는 고유한 용도를 가지고 있다.

McQuail(1984)은 이용과 만족 이론이 너무 번거롭고 너무 많은 일을 하려고 한다고 비판했다. 그는 학자들이 문화, 청중, 개인 행동, 미디어 효과를 연구할지 여부를 결정해야 한다고 주장했는데 이 이론은 모든 것을 한꺼번에 시도한다는 것이다. McQuail은 연구가 더 제한되어야 한다고 주장했고 결정적으로 콘텐츠 분석이나 설문 조사를 통해 U&G 이론을 테스트할 실제 방법이 없다고 말한다.
이 사회학적 기반 이론은 조작적 정의가 약하고 분석 모드가 약하기 때문에 심리학에 거의 또는 전혀 도움이 되지 않는다. 또한 개인에게 너무 편협하게 초점을 맞추고 있으며, 사회적 구조와 그 구조 속에서 미디어가 차지하는 위치를 무시하고 있다. Ruggiero는 "대부분의 학자들은 초기 연구가 이론적 일관성이 거의 없었으며 방법론적 경향에 있어서 주로 행동주의적이고 개인주의적이었다는 데 동의한다."라고 말하기도 하였다. Blumler와 다른 비평가들은 만족과 만족 사이의 경계가 모호하다고 주장했으며 Blumler는 "사용 및 만족 연구의 기본 이론의 본질이 완전히 명확하지 않다"고 말했다.
그러한 비판에도 불구하고, 현대 사상은 이론으로서의 활용과 만족이 새로운 커뮤니케이션 기술의 결과로 새로운 생명을 얻는 과정에 있을 수 있다고 제안한다. 세 개의 텔레비전 네트워크 중에서 선택할 수 있는 미디어 소비자의 주체에 대해 의문을 제기하는 것은 쉬웠지만, 현재 100개의 케이블 채널과 인터넷 스트리밍 비디오를 보유하고 있는 소비자가 스스로 결정을 내리지 않는다고 주장하는 것은 훨씬 어렵기 때문이다. Sundar & Limperos는 "청중"이라고 불렸던 것이 이제 "사용자"라고 불리며 "사용은 단순히 수동적 수용이 아니라 의지적 행동을 의미한다"고 말했다.
이론으로서의 사용과 만족에 대해 가장 비판받는 신조 중에는 적극적인 청중이 있다는 가정이 있다. Ruggerio는 적극적인 청중이라는 개념에 필요한 세 가지 가정을 언급했는데 첫째, 미디어 선택은 개인에 의해 시작된다. 둘째, 미디어 사용에 대한 기대는 개인의 성향, 사회적 상호작용, 환경적 요인의 산물이어야 한다. 셋째, 적극적 청중은 목표 지향적인 행동을 보인다. 이러한 적극적인 청중 개념은 미국을 제외한 이외의 지역에서는 제한적으로 수용된다.
Jay Blumler는 왜 이용 및 충족이 활성 청중을 측정할 수 없는지에 대해 여러 가지 요점을 제시했다. 그는 "여기서 고려해야 할 문제는 이용과 만족 이론에 대해 생각해 온 것이 신앙의 조항이었는지, 그리고 이것이 이제 '활동적인 청중을 어떻게 측정할 것인가?'와 같은 실증적 질문으로 전환될 수 있는지 여부"라고 말했다. (블럼러, 1979). 그런 다음 Blumler는 다양한 유형의 미디어에서 청중이 참여하는 활동 유형에 대한 제안을 제시했다.
- 유틸리티 : "미디어를 사용하여 특정 작업 수행"[91]
- 의도성 : "사람들의 사전동기가 미디어 이용을 결정할 때 발생한다"[91]
- 선택성 : "청중의 미디어 사용은 그들의 기존 관심을 반영된다"[91]
- 영향 불투과성 : "청중 구성원이 미디어 콘텐츠로부터 자신의 의미를 구성하는 것을 말한다."[91]

1973년에 Blumler, McQuail 및 Brown은 Lasswell의 네 그룹을 확장하여 미디어 사용에 대한 네 가지 기본 요소를 더 포함했다.
- 전환(Diversion) : 일상과 문제로부터의 탈출; 감정의 해방[11]
- 개인 관계 : 대화에서 정보의 사회적 유용성; 동료애를 미디어로 대체[11]
- 개인 정체성 또는 개인 심리학 : 가치 강화 또는 안심; 자기이해, 현실탐구[11]
- 감시(Surveillance) : 자신에게 영향을 미칠 수 있거나 어떤 일을 하거나 성취하는 데 도움이 될 요인에 대한 정보[11]

Katz, Gurevitch 및 Haas도 1973년에 매스미디어를 개인이 다른 사람과 연결(또는 연결 해제)하는 수단으로 보았다. 그들은 대중 매체의 사회적, 심리적 기능에 관한 문헌에서 가져온 35가지 요구 사항을 개발하여 이를 5가지 범주로 분류했다. 그 범주는 다음과 같다.
- 인지적 욕구 : 정보, 지식, 이해의 획득[91]
  - 미디어 예 : 텔레비전(뉴스), 비디오(방법), 영화(다큐멘터리 또는 역사 기반)
- 정서적 욕구 : 감정, 즐거움, 감정[91]
  - 미디어 예시 : 영화, 텔레비전(연속극, 시트콤)
- 개인의 통합적 욕구 : 신뢰성, 안정성, 지위[91]
  - 미디어 예시 : 비디오
- 사회통합적 욕구 : 가족과 친구[91]
  - 미디어 예시 : 인터넷(이메일, 인스턴트 메시징, 채팅방, 소셜 미디어)
- 긴장완화 욕구 : 탈출과 전환[91]
  - 미디어 예 : 텔레비전, 영화, 비디오, 라디오, 인터넷

Severin과 Tankard(2001)도 이용 및 만족 연구에 사용되는 대부분의 데이터 수집 방법은 자기 보고식 설문지이므로 이는 개인이 미디어를 사용하는 진정한 이유를 확인하는 신뢰할 수 있는 방법이 아니라고 주장했다.

## 같이 보기
- 대중 매체의 영향
- 커뮤니케이션 개요

## 추가 자료
- Blumler, J.; Katz, E. (1974). 《The Uses of Mass Communication: Current Perspectives on Gratification Research.》. London: SAGE Publications.
- Straubhaar, Joseph D.; LaRose, Robert; Straubhaar, Josheph (2010). 《Media now: communications media in the information age》 6판. Belmont: Wadsworth. ISBN 978-0-495-57008-0.
- Melvin Defleur Ball-Rokeach, S. J. (1989). 《Theories of Mass Communication》.
- Infante, Dominic A.; Rancer, Andrew S.; Womack, Deanna F. (1993). 《Building Communication Theory》. 204–412쪽.
- Infante, Dominic A.; Rancer, Andrew S.; Avtgis, Theodore A. (2009). 《Contemporary Communication Theory》. Kendall Hunt Publishing Company. ISBN 978-0-7575-6634-9.
- Katz, E. (1987). “Communication research since Lazarsfeld”. 《Public Opinion Quarterly》 51 (4 PART 2): 525–545. doi:10.1093/poq/51.4_PART_2.S25.
- Katz, E. (1959). “Mass communication research and the study of culture.”. 《Studies in Public Communication》 2: 1–6.
- Katz, E.; Blumler, J. G.; Gurevitch, M. (1974). 《Utilization of mass communication by the individual. In J. G. Blumler, & E. Katz (Eds.), The uses of mass communications: Current perspectives on gratifications research》. Beverly Hills: Sage. 19–32쪽.
- Katz, E.; Haas, H.; Gurevitch, M. (1973). “On the use of the mass media for important things”. 《American Sociological Review》 38 (2): 164–181. doi:10.2307/2094393. JSTOR 2094393.
- Laughey, Dan. 《Key Themes in Media Theory》. 26–27쪽.
- Lazarsfeld, P.F. (1940). 《"Radio and the Printed Page."》. New York: Dvell, Sloan, Pearce.
- McQuail, D.; Blumler, J. G.; Brown, J. (1972). 《The television audience: A revised perspective.》. Middlesex, England: Penguin. 135–165쪽.
- McQuail, D. (1983). 《With Benefits to Hindsight : Reflections on Uses and Gratifications Research.》. SAGE Publications.
- McQuail, D. (2010). 《McQuails Mass Communication Theory》 6판. London: SAGE Publications.
- Menon, Devadas; Meghana, H.R. (January 2021). “Unpacking the uses and gratifications of Facebook: A study among college teachers in India”. 《Computers in Human Behavior Reports》 3: 100066. doi:10.1016/j.chbr.2021.100066.
- Palmgreen, Philip; Rayburn, J. D. (December 1985). “A comparison of gratification models of media satisfaction”. 《Communication Monographs》 52 (4): 334–346. doi:10.1080/03637758509376116.
- Roger, Tony (2019년 8월 28일). “Are Newspapers Dying?”. 《ThoughtCo》. 2023년 3월 20일에 원본 문서에서 보존된 문서. 2023년 9월 25일에 확인함.
- Rubin, A. M.; Windahl, S. (1982). 《Mass media uses and dependency: A social systems approach to uses and gratifications. Paper presented to the meeting of the International Communication Association, Boston, MA.》.